# 阿波スペシャル
『阿波スペシャル』（あわスペシャル）は、NHK徳島放送局が総合テレビで徳島県向けに放送されていた地域情報番組であり、年数回単位で放送されていたシリーズ特別番組である。
この番組では、徳島県に密着したドキュメンタリーを中心に放送している。また、不定期で総合テレビもしくはBSプレミアムで全国放送されることがある。
なお、本番組の事実上の後継として、2018年度より月1回放送の地域番組『あわとく』が放送開始している。

## 放送履歴
表中の「A」はNHK徳島アナウンサー（出演当時）。
| 年度                  | 放送日         | タイトル                                              | 放送時間             | 出演者                                 | 備考                                                                    |
| --------------------- | -------------- | ----------------------------------------------------- | -------------------- | -------------------------------------- | ----------------------------------------------------------------------- |
| 平成25年度 （2013年） | 2013年6月21日  | 「狸な家族」ができました                              | 金曜日 20:00 - 20:43 | 渡辺いっけい 坂井真紀 荒川良々 ほか    | 徳島発地域ドラマ『狸な家族』PRの一環として放送                          |
| 平成25年度 （2013年） | 2013年10月25日 | 蜂須賀家の素顔 〜徳島を283年間治めた殿様たち〜        | 金曜日 20:00 - 20:43 | 松村邦洋 小日向えり 安田真一郎A        |                                                                         |
| 平成25年度 （2013年） | 2013年11月29日 | 大杉漣×住友紀人 ただいま、とくしま!                   | 金曜日 20:00 - 20:43 | 大杉漣 住友紀人 ペナルティ 赤木野々花A | 小松島市中央会館で公開収録。                                            |
| 平成26年度 （2014年） | 2014年6月6日   | 負けても前へ!ヴォルティスの未来                       | 金曜日 20:00 - 20:43 | 二宮清純                               |                                                                         |
| 平成27年度 （2015年） | 2015年12月4日  | 大雪災害から1年〜災害時の孤立を考える〜               | 金曜日 19:30 - 19:58 |                                        |                                                                         |
| 平成28年度 （2016年） | 2016年9月24日  | 踊る阿呆 88歳の夏 〜阿波おどり名人 四宮生重郎〜       | 土曜日 10:55 - 11:23 | 四宮生重郎                             | 2018年9月3日にBSプレミアムにて全国放送。                                |
| 平成28年度 （2016年） | 2016年12月16日 | 昭和南海地震から70年 巨大地震 そのとき子どもたちは    | 金曜日 19:32 - 20:00 |                                        | 『NHKニュース7』2分拡大のため時間変更。 12月21日15:10 - 15:40に再放送。 |
| 平成28年度 （2016年） | 2017年3月24日  | 謎の人形師を追え 〜よみがえる阿波の人形浄瑠璃の世界〜 | 金曜日 12:20 - 12:43 |                                        |                                                                         |
| 平成29年度 （2017年） | 2017年6月2日   | 鳴門の第九 〜日独100年 響きあう思い〜                 | 金曜日 19:30 - 19:58 |                                        |                                                                         |
| 平成29年度 （2017年） | 2018年3月16日  | 町を残していくために 〜"事前復興"巨大地震に備える〜   | 金曜日 19:30 - 19:58 | 牧紀男 漆原輝A                         |                                                                         |